# Casas Grandes
Casas Grandes (manchmal auch Viejo Casas Grandes) ist eine Kleinstadt mit ca. 7.500 Einwohnern in der gleichnamigen Gemeinde (municipio) im Nordwesten des mexikanischen Bundesstaates Chihuahua. Der Ort wurde im Jahr 2015 als Pueblo Mágico anerkannt.

## Lage und Klima
Die Kleinstadt Casas Grandes liegt im Norden Mexikos in einer Höhe von ca. 1475 m etwa 260 km (Fahrtstrecke) nordwestlich von Chihuahua-Stadt. Das Klima ist wegen der Höhenlage gemäßigt bis warm; Regen (ca. 250 mm/Jahr) fällt nahezu ausschließlich im Sommerhalbjahr.

## Bevölkerung
| Jahr      | 2000 | 2020 |
| Einwohner | 3854 | 7134 |

Die Bevölkerung ist überwiegend indianischer Abstammung; es gibt aber auch zahlreiche Mestizen.

## Wirtschaft
In den Dörfern der Umgebung spielt immer noch die Landwirtschaft (Anbau von Mais, Bohnen, Tomaten, Chili etc.) die dominierende Rolle. Durch den Bau der Eisenbahnlinie von Chihuahua nach Los Mochis am Pazifik erfuhr das ehemals kleine Bergdorf eine deutliche wirtschaftliche und touristische Aufwertung.

## Geschichte
Die ehemalige Indianersiedlung wurde bei der bereits vor der Ankunft der Spanier verlassenen, aus Stampflehm gebauten, Ruinenstadt Paquimé errichtet, als deren Entdecker der noch junge Francisco de Ibarra gilt. Im Jahr 1661 entstand die Franziskaner-Missionsstation San Antonio de Padua. Im 17. und 18. Jahrhundert war das zumeist von Nahua-Indios bewohnte Casas Grandes die größte Ansiedlung in der Region; es trug den Titel Alcaldía Mayor. Im Jahr 1820 wurde es zur Gemeinde (municipio) erhoben; 50 Jahre später wurde die heute deutlich größere Nachbarstadt Nuevo Casas Grandes gegründet.

## Sehenswürdigkeiten
- Im Ort gibt es noch mehrere Straßen mit farbig gestrichenen Lehmhäusern.
- Die anstelle eines kleineren Vorgängerbaus im 18. Jahrhundert erbaute zweitürmige Iglesia de San Antonio de Padua ist einer der bedeutendsten Kirchenbauten im Norden Mexikos.[4]

Umgebung
- Wenige hundert Meter südlich des Ortes liegt die archäologische Stätte Paquimé.